# سلام العرب (آيت الطالب)
سلام العرب هي إحدى مشيخات المملكة المغربية، تتبع جغرافيا لإقليم الرحامنة وإداريًا لآيت الطالب. يقدر عدد سكانها بـ 2342 نسمة حسب الإحصاء الرسمي للسكان والسكنى لسنة 2004.